# Mihaela Neacșu
Mihaela Silvia Neacșu (* 3. Mai 1979 in Craiova) ist eine ehemalige rumänische Leichtathletin, die sich auf den 800-Meter-Lauf spezialisiert hat, aber auch im Sprint an den Start ging.

## Sportliche Laufbahn
Erste internationale Erfahrungen sammelte Mihaela Neacșu im Jahr 1995, als sie bei den Junioreneuropameisterschaften in Nyíregyháza mit 5286 Punkten den sechsten Platz im Siebenkampf belegte. 1998 gelangte sie bei den Juniorenweltmeisterschaften in Annecy mit 2:06,90 min auf den fünften Platz über 800 Meter und wurde mit der rumänischen 4-mal-400-Meter-Staffel in 3:37,41 min Fünfte. 2005 startete sie bei den Weltmeisterschaften in Helsinki und schied dort mit 2:00,63 min im Halbfinale aus und verpasste mit der Staffel mit 3:30,97 min den Finaleinzug. Im Dezember gewann sie dann bei den Spielen der Frankophonie in Niamey in 2:05,30 min die Silbermedaille über 800 Meter hinter der Marokkanerin Seltana Aït Hammou. Im Jahr darauf siegte sie in 2:02,00 min über 800 Meter bei den Balkan-Hallenmeisterschaften in Peania und schied anschließend bei den Hallenweltmeisterschaften in Moskau mit 2:02,51 min im Halbfinale aus. Anfang August startete sie bei den Europameisterschaften in Göteborg, kam dort aber mit 2:03,42 min nicht über die erste Runde hinaus. 2007 verteidigte sie bei den Balkan-Hallenmeisterschaften in Piräus ihren Titel mit neuem Meisterschaftsrekord von 1:59,82 min und kurz darauf schied sie bei den Halleneuropameisterschaften in Birmingham mit 2:03,72 min im Vorlauf aus. Auch bei den Weltmeisterschaften im August in Osaka schied sie mit 2:01,08 min in der Vorrunde aus. Im Jahr darauf siegte sie in 2:03,01 min zum dritten Mal in Folge bei den Balkan-Hallenmeisterschaften in Peania und anschließend schied sie bei den Hallenweltmeisterschaften in Valencia mit 2:01,70 min im Semifinale aus. Im Juli siegte sie in 2:01,42 min bei den Balkan-Meisterschaften in Argos Orestiko und nahm anschließend an den Olympischen Sommerspielen in Peking teil, bei denen sie mit 2:03,03 min im Vorlauf ausschied. 2009 siegte sie mit 2:03,67 min ein weiteres Mal bei den Balkan-Hallenmeisterschaften in Piräus und schied anschließend bei den Halleneuropameisterschaften in Turin mit 2:03,42 min im Halbfinale aus. Anfang August bestritt sie bei den Rumänischen Meisterschaften in Bukarest ihre letzten offiziellen Wettkämpfe und beendete daraufhin ihre aktive sportliche Karriere im Alter von 30 Jahren.
2009 wurde Neacșu rumänische Meisterin im 1500-Meter-Lauf und in den Jahren 2007 und 2009 wurde sie Hallenmeisterin über 800 Meter.

## Persönliche Bestleistungen
- 400 Meter: 53,57 s, 2. Juli 2005 in Bukarest
  - 400 Meter (Halle): 55,66 s, 18. Februar 2006 in Bukarest
- 800 Meter: 1:59,78 min, 17. Juli 2005 in Thessaloniki
  - 800 Meter (Halle): 1:59,82 min, 21. Februar 2007 in Piräus
- 1500 Meter: 4:10,09 min, 25. Juli 2009 in Barcelona